# Winter-Paralympics 2006/Teilnehmer (Australien)
| stlisierte Goldmedaille | stlisierte Silbermedaille | stlisierte Bronzemedaille |
| ----------------------- | ------------------------- | ------------------------- |
| —                       | 1                         | 1                         |

Australien nahm an den Winter-Paralympics 2006 in Turin mit einer Delegation von 10 Athleten teil.
Fahnenträger bei der Abschlussfeier war der Alpinskifahrer Toby Kane.

## Teilnehmer nach Sportarten

### Sledge-Eishockey
Keine australischen Teilnehmer.

### Ski Alpin
Damen:
- Emily Jansen
Slalom, stehend: DNF
Riesenslalom, stehend: 21. Platz

Herren:
- Scott Adams
Abfahrt, stehend: 40. Platz
Slalom, stehend: 38. Platz
Riesenslalom, stehend: 40. Platz
Super-G, stehend: 46. Platz

- Dean Calabrese
Abfahrt, stehend: 46. Platz
Slalom, stehend: 37. Platz
Riesenslalom, stehend: 34. Platz
Super-G, stehend: 47. Platz

- Shannon Dallas
Abfahrt, sitzend: DNF
Riesenslalom, sitzend: 18. Platz
Super-G, sitzend: 9. Platz

- Toby Kane
Abfahrt, stehend: 9. Platz
Slalom, stehend: 16. Platz
Riesenslalom, stehend: DNF
Super-G, stehend: 3. Platz

- Marty Mayberry
Abfahrt, stehend: 33. Platz
Slalom, stehend: 19. Platz
Riesenslalom, stehend: 21. Platz
Super-G, stehend: DNF

- Michael Milton
Abfahrt, stehend: 2. Platz
Slalom, stehend: 9. Platz
Riesenslalom, stehend: 13. Platz
Super-G, stehend: 12. Platz

- Cameron Rahles Rahbula
Abfahrt, stehend: DNF
Slalom, stehend: 14. Platz
Riesenslalom, stehend: DNF
Super-G, stehend: DNF

- Nicholas Watts
Abfahrt, stehend: 31. Platz
Slalom, stehend: 30. Platz
Riesenslalom, stehend: 27. Platz
Super-G, stehend: 33. Platz

### Ski Nordisch (Biathlon und Skilanglauf)
- James Kenneth Millar
Biathlon 7,5 km, stehend: 18. Platz
Biathlon 12,5 km, stehend: 20. Platz

### Rollstuhlcurling
Keine australischen Teilnehmer.